# Peredmirka, Lanivți
Peredmirka (în ucraineană Передмірка) este o comună în raionul Lanivți, regiunea Ternopil, Ucraina, formată numai din satul de reședință.

## Demografie
Componența lingvistică a comunei Peredmirka
     Ucraineană (99,03%)
     Alte limbi (0,97%)
Conform recensământului din 2001, majoritatea populației comunei Peredmirka era vorbitoare de ucraineană (99,03%), existând în minoritate și vorbitori de alte limbi.